# Clorinda
Clorinda (eredeti nevén Pueblo Manfredi de Hertelendy) az argentínai Pilcomayo megye székhelye, Formosa tartomány egyik legjelentősebb városa. A települést a magyar származású Manfredi de Hertelendy alapította a 19. és 20. század fordulója táján.

## Fekvése
A város Argentína északkeleti részén, közvetlenül a paraguayi határ mellett, Paraguay fővárosának, a Paraguay folyó bal partján fekvő Asunciónnak a szomszédságában fekszik a folyó átellenes partján. Itt torkollik a Paraguayba a Bolívia irányából érkező Pilcomayo folyó, amelynek Clorindától északra fekvő hídja, a Loyolai Szent Ignác-híd nemzetközi határátkelőhely. A mintegy 110 km-re fekvő tartományi főváros, Formosa felé a 11-es főúton lehet eljutni. A település utcahálózatára a négyzetrácsos (illetve a nyugati városrészben a „téglalaprácsos”) elrendezés jellemző.

## Története
A város alapítását különböző források 1899-re vagy 1900-ra teszik, bár a területen már korábban is éltek emberek. A környéken lakó toba indiánok Gualaganit néven ismerték a helyet, amely szó jelentése guajakfa. 1875-ben Chaco kormányzójának felesége, Guillermina Bárcena de Uriburu tiszteletére a Puerto Guillermina nevet kapta, néhány évvel később pedig a Hadi és Haditengerészeti Miniszter, Benjamín Victorica rendeletére Valentín Feiberg létrehozta a Fotheringham ezredes nevű erődöt.
1899. szeptember 29-én Julio Argentino Roca elnök a Magyarországról kivándorolt, a Hertelendy nemesi családhoz tartozó Hertelendy Károly leszármazottainak juttatta az itteni, 80 000 hektáros földterületet és egy hozzá tartozó várostervet. Így a település alapítójának Manfredi de Hertelendyt tekintik, az évszám pedig hol 1899, hol 1900. 1915 és 1918 között Félix Gattaneo mérnök a hibák kijavítása érdekében felülvizsgálta az akkor Pueblo Manfredi de Hertelendy nevet viselő település korábbi terveit. 1922-ben Formosa kormányzója hivatalosan Colonia Juan Page névre keresztelte a települést, annak a Juan Pagének az emlékére, aki 1890. augusztus 2-án egy Pilcomayo-expedíció során vesztette életét. A mai Clorinda nevet az alapító Hertelendy nagynénje és keresztanyja, Clorinda Pietranera után kapta.
Az első lakóterületek a Pilcomayo folyó jobb partján jöttek létre, a lakók kihasználva Paraguay és annak fővárosa, Asunción közelségét, élénk kereskedelmet folytattak. A letelepült lakók többsége katolikus volt, az első papok 1922-ben a Santa Fe-i egyházmegyéből érkeztek és készítették az első keresztleveleket. A város első, ma már nem álló templomát fából építették fel az España és a Los Andes utcák sarkán, majd az alapító Hertelendy feleségének, Elvira Maranának és gyermekeinek (Aníbal, Rolando és Jorgelina) a kezdeményezésére 1927 és 1931 között felépült a mai templom is a San Martín, a Hertelendy, a Sarmiento és a San Vicente de Paúl utcák által határolt tömbben. Ebben a templomban őrzik Manfredi de Hertelendy hamvait is. Az első iskola a mai Corrientes, a rendőrség épülete a Mendoza utcában nyílt meg. A San Martín és a San Vicente de Paúl utcák sarkán álló Hertelendy-házban 1939-ben már működött az Hospital Santa Teresita del Niño Jesús névre keresztelt betegellátó intézmény. A folyamatosan fejlődő város területének bővítéséhez 1951-ben járult hozzá Rolando de Hertelendy kormányzó.
1941. május 16-án megalakult a Nemzeti Csendőrség 16-os számú, Clorinda nevű zászlóalja, a csendőrök első kontingense még ebben az évben el is indult a városba. A helyi tömegközlekedés 1945-ben indult el, ugyanekkor a három Hertelendy-testvér egy 395 hektáros területet adományozott az Argentin Légierőnek, ahol két év múlva felépült a település repülőtere. A paraguayi belharcok miatt 1947 és 1948 táján több ezer menekült érkezett a szomszédos országból, közülük több száz család végérvényesen le is telepedett Clorindában. Ugyanekkor avatták fel a később első igazgatójáról Dr. Felipe Cruz Arnedónak elnevezett kórházat. 1948-ban villamos erőmű építése kezdődött, egy évvel később pedig megkezdte működését a másodfokú kereskedelmi oktatás előfutárának tekinthető Domingo Faustino Sarmiento nevű intézet. Miután 1950-ben elindult az erőmű, rövid időn belül kiépítették a közvilágítást is. 1954-ben ide érkezett Rosalia Tornesse, Carmen Roux és Matilde Schmeda nővér, akik megalapították a Labouré Szent Katalin nevű, kisebb gyermekek oktatásával és nevelésével foglalkozó intézményt. Az első hivatalosan elismert másodfokú iskola az 1958-ban megnyílt General San Martín kereskedelmi iskola volt. 1968-ban lekövezték a Formosa és Clorinda közti utat, ezzel pedig megszűnt a város esős időben való elszigetelődése. Egy évvel később már egy városi út, a San Martín út is vasbetonból készült burkolatot kapott. 1970-ben megépítették a várost a paraguayi Puerto Elsával összekötő gyaloghidat, a helyi telefontársaság pedig üzembe helyezte első automata központját, egyúttal kiépítve az első 50 lakossági előfizető számára a vonalat. 1971-ben felavatták a Loyolai Szent Ignác-hidat, az első közúti határátkelőt Argentína és Paraguay között. A víz- és csatornarendszert 1975–1976 táján kezdték kiépíteni. 1983-ban és 1992-ben nagy árvíz pusztított a településen, ezért 2001-ben végleges védelmi vonal kiépítését kezdték meg. 2002-ben Clorinda egyetemi várossá vált, amikor megnyílt a Formosai Nemzeti Egyetem közigazgatási, gazdasági és üzleti karának kihelyezett telephelye. Később a felsőoktatás további szakterületekkel (pl. jogi) bővült.

## Népesség
A város népessége a közelmúltban a következőképpen változott:
| Év   | Lakosság |
| ---- | -------- |
| 1991 | 37 592   |
| 2001 | 47 240   |
| 2010 | 52 837   |